# 斯普林波特 (密歇根州)
斯普林波特（英語：Springport）是位於美國密歇根州傑克遜縣斯普林波特鎮區的一個村。

## 人口
根據2020年美國人口普查的數據，斯普林波特的面積為3.26平方千米，當中陸地面積為3.26平方千米，而水域面積為0.00平方千米。當地共有人口776人，而人口密度為每平方千米238人。